# Restauración (película de 1995)
Restoration (Restauración en España y Latinoamérica) es una película estadounidense-británica dramática-histórica de 1995 dirigida por Michael Hoffman y protagonizada por Robert Downey Jr., Sam Neill, Meg Ryan, Hugh Grant, Ian McKellen y David Thewlis. Está basada en la novela homónima de Rose Tremain. Fue estrenada el 29 de diciembre de 1995 en Estados Unidos y el 21 de octubre de 1996 en España.

## Argumento
Robert Marivel (Robert Downey Jr.), es un médico que lucha contra la enfermedad de los pobres y los no tan pobres de la única manera que sabe. Esta es mucha veces dejando que la naturaleza provoque milagros y salve vidas ya que los adelantos y los conocimientos de la época no daban para mucho más cuando se trataba de alguna enfermedad medio seria. Su habilidad llega a los ojos del Rey Carlos II (Sam Neill) que le llamará a palacio y le hará encargarse de la cura de su perra Lulú. Cuando la providencia de la naturaleza se muestra benévola en esta ocasión, y ante el triunfo del médico, el Rey le hará médico oficial de la corte al cuidado de los dieciocho perros de su majestad.
El Rey ha ingeniado un plan y es que para que su preferida no sienta celos de su amante también preferida ha decidido casar a su amante y esconderla cerca de palacio para así poder retozar con ella cuando le venga en gana y fuera del alcance de los celos de la otra. Para ello debe consagrar el matrimonio a un hombre libertino que no se enamore de su guapa amante (Polly Walker) y simplemente haga el papel de marido de contrato. Ese papel recaerá en el médico, como no, en Robert Marivel.
Todo parece ir bien, incluso Marivel sube en el escalofón social ya que el Rey le ha otorgado una finca hermosísima y otros placeres mundanos. El problema llega cuando su amor por esa su extraña esposa suya empieza a ser desmesurado y le quita el sueño.
Tras caer en la prohibición del Rey de no enamorarse de la mujer en cuestión, será desposeído de todo lo que se le había dado y deberá volver a ejercer de simple médico de los pobres.
Será aquí, cuando empiece a conocerse a sí mismo y alcance la madurez como persona.
Pero los extraños designios de la naturaleza le deparan unos cuantos infortunios más así como una gran felicidad medio truncada al fin.

## Recepción crítica y comercial
Según la página de Internet Rotten Tomatoes obtuvo un 68% de comentarios positivos.
Recaudó 4 millones de dólares en Estados Unidos. Se desconoce cuáles fueron las recaudaciones internacionales. Su presupuesto fue de 19 millones de dólares.

## Premios

### Óscar
| Año  | Categoría                 | Persona         | Resultado |
| ---- | ------------------------- | --------------- | --------- |
| 1996 | Mejor diseño de vestuario | James Acheson   | Ganador   |
| 1996 | Mejor dirección de arte   | Eugenio Zanetti | Ganador   |

### BAFTA
| Año  | Categoría                          | Persona       | Resultado |
| ---- | ---------------------------------- | ------------- | --------- |
| 1996 | BAFTA al mejor diseño de vestuario | James Acheson | Candidato |

## DVD
Restauración está a la venta en España, en formato DVD. El disco contiene filmografías de Sam Neill, Meg Ryan, Hugh Grant y el director Michael Hoffman y el tráiler cinematográfico.